# カウンシルブラフス
カウンシルブラフス（英: Council Bluffs）は、アメリカ合衆国アイオワ州の都市。ポタワタミー郡の郡庁所在地である。人口6万2799人（2020年）。ミズーリ川の東岸に位置しており、対岸にはネブラスカ州のオマハがある。
カウンシルブラフスはオマハ都市圏に含まれるが、町の歴史はオマハよりも数十年古く、カンザス・ネブラスカ法の作られた1854年に事業家と土地投機家によって設立された。

## 歴史
カウンシルブラフス市は1804年に現在のネブラスカ州カルフーン砦近くであったルイス・クラーク探検隊とオトー族インディアンとの会談で命名された。現在のネブラスカ州ベルビューからミズーリ川を挟んで対岸のアイオワ州ミルズ郡北西部の地域が後にカウンシルブラフスと呼ばれるようになった。
現在のカウンシルブラフス市には、1838年にポタワトミー族インディアンのソーガナッシュ・バンドがシカゴ市となった場所から移住してこの地に最初に入った。ソーガナッシュの英語名はビリー・コールドウェルだったので、ポタワトミー族の主要居住地はコールドウェルのキャンプと呼ばれた。アメリカ陸軍がコールドウェルのキャンプ近くに小さな砦を建設し、これをカウンシルブラフス宿営所と名付け、約1年間軍隊が駐屯した。1838年から1839年に掛けて、伝道師ピエール＝ジャン・デ・スメーがセントジョゼフ伝道所の設立に貢献し、放棄されていたカウンシルブラフス宿営所を引き継いで、ポタワトミー族への伝道を行った。デ・スメーはウィスキーの交易に伴う殺人や残酷さに驚愕して、宗教的改宗促進にはほとんど成功せず、インディアンの子供達を密かに洗礼させるに留まっていた。この期間、デ・スメーはジョセフ・ニコレットのアメリカ合衆国中西部北方の地図作りを助け支援した。この時に得た地図作りの技能を活かして、プラット川から下流ビッグスー川までのミズーリ川流域の詳細地図を初めて作成した。この地図にはカウンシルブラフス地域の詳細も含まれていた。

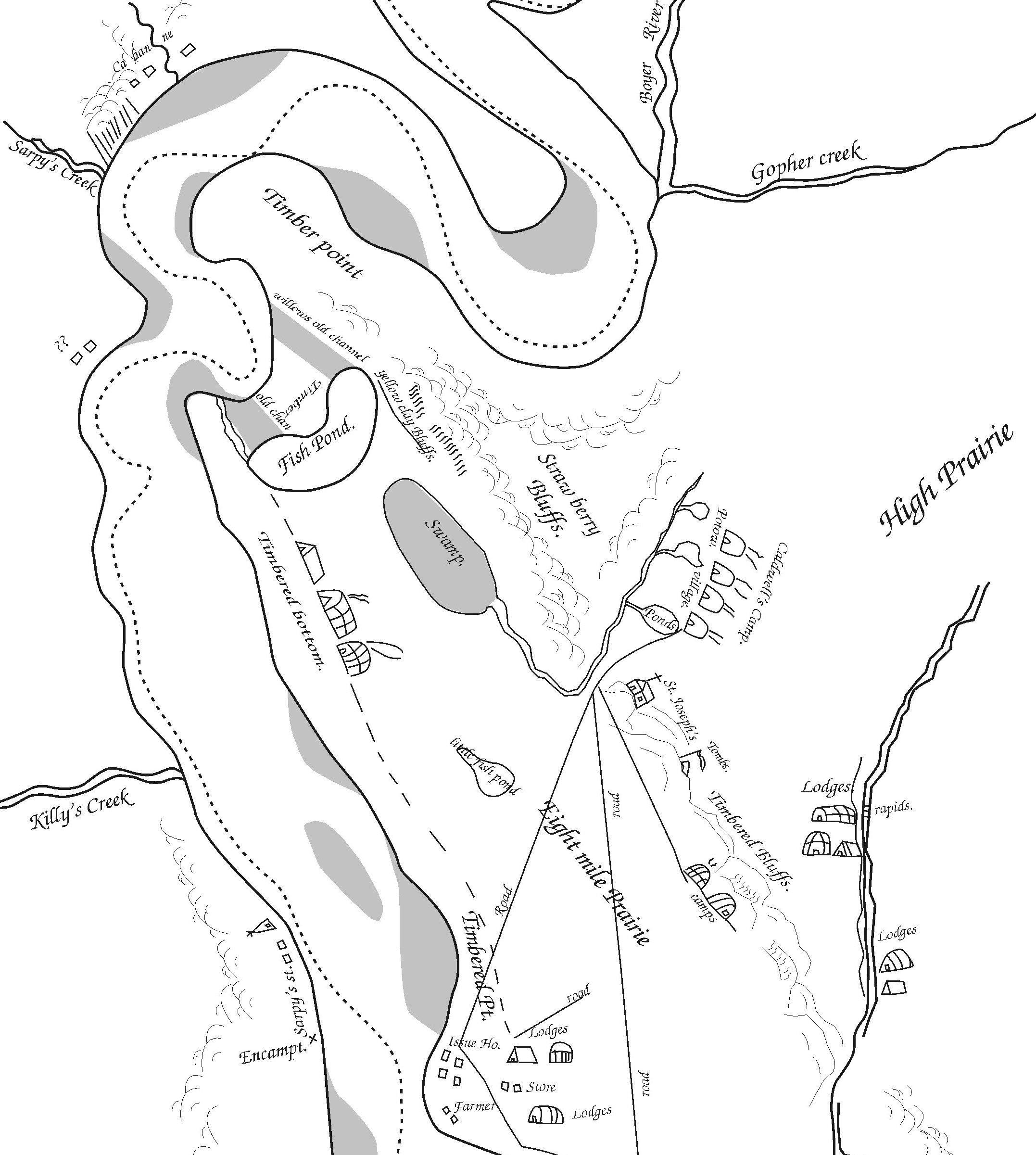
1839年にピエール＝ジャン・デ・スメーが作ったカウンシルブラフス地域の地図。コールドウェルのキャンプと表示されたこの地域はソーガナッシュ・バンドに率いられるポタワトミー族の集落であり、カウンシルブラフスの前身であるケインズビルの町あるいはその近くだった。

デ・スメーはカウンシルブラフスとなった場所について最も初期の説明を次のように書いていた。
カウンシルブラフス地域に多くのインディアン部族が押し込められるに連れて、部族間の紛争が増え、違法なウィスキーの交易で増幅された。1842年にクローガン砦が建設され、ミズーリ川による酒類の行き来に秩序を与え統制した。1844年にスティーブン・タウンゼント・マーフィー隊がここでミズーリ川を渡り、1848年にはこの町がトマス・L・ケインに因んで「ケインズビル」と名付けられた。コールドウェルのキャンプにあるいはそれに隣接して建設されたケインズビルは、モルモン開拓者がユタに向けて旅立つ主要な出発点になった。コロラドの著名な自然学者エドウィン・カーターは1848年から1859年までここで暮らし、モルモンの荷車に物資を供給する乾物屋で働いた。
米墨戦争のとき、モルモン大隊がケインズビルからカリフォルニアへの行軍を始めた。多重婚が初めて公に実行され、ブリガム・ヤングが末日聖徒イエス・キリスト教会の2代目指導者となった。

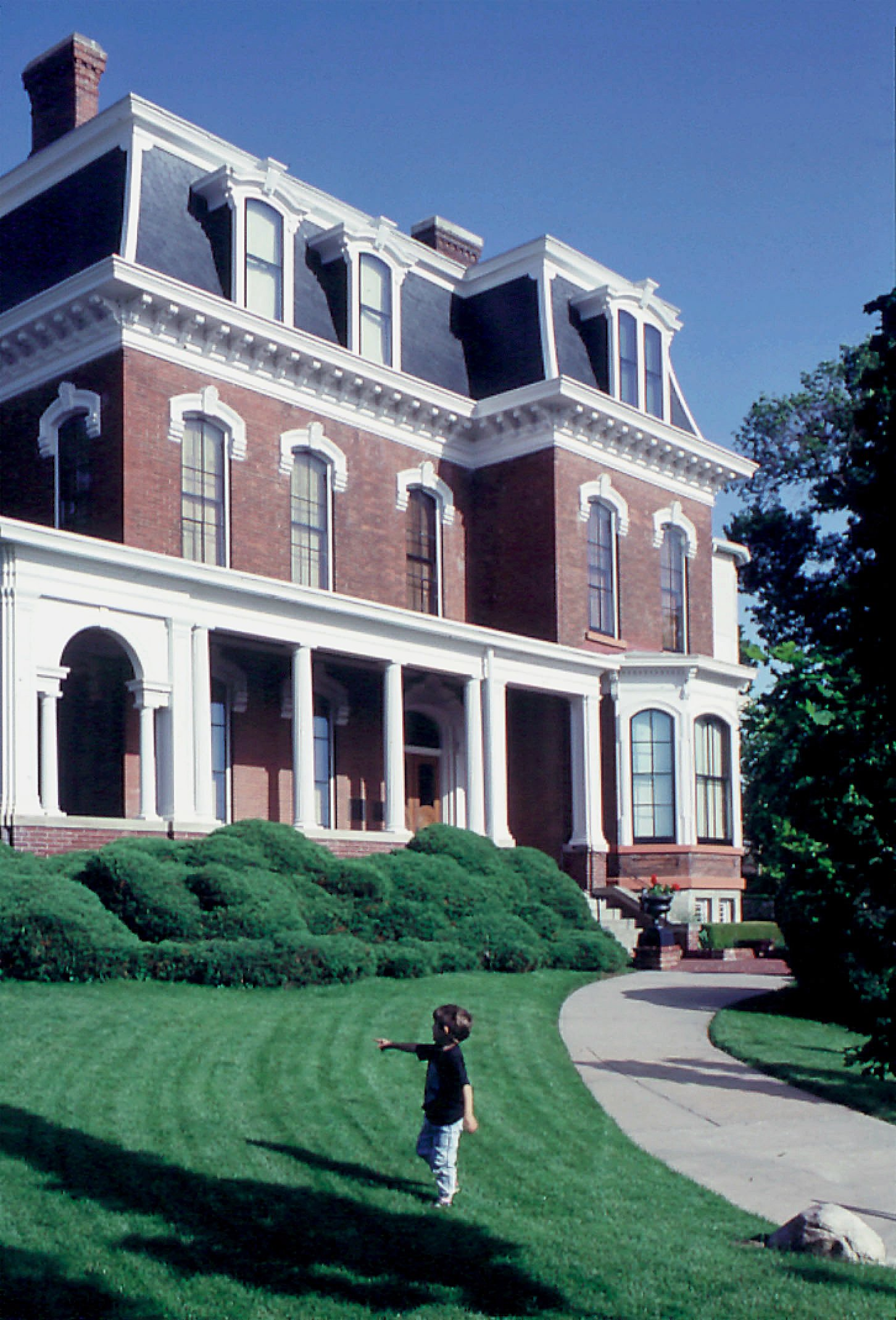
1869年に建設されたグレンビル・ドッジの家、国定歴史建造物に登録されている

ケインズビルの地域社会はカリフォルニア・ゴールドラッシュによって変化させられ、1852年までにモルモン教徒の大半がユタに向けて旅立った。この町はカウンシルブラフスと名前を変え、ミズーリ川沿いにある移民の道への主要な出発点であり続け、蒸気船を使った活発な交易が行われた。1867年にシカゴ・アンド・ノースウェスタン鉄道がカウンシルブラフスまで届き、1869年に最初の大陸横断鉄道、1872年のユニオン・パシフィック鉄道ミズーリ川橋開通と続き、カウンシルブラフスは鉄道の一大中心になった。その他に市内に入ってきた鉄道としては、シカゴ・ロック・アイランド・アンド・パシフィック鉄道、シカゴ・グレートウェスタン鉄道、ウォーバッシュ鉄道、イリノイ・セントラル鉄道、シカゴ・バーリントン・アンド・クインシー鉄道、およびシカゴ・ミルウォーキー・セントポール・アンド・パシフィック鉄道があり、1930年代までに国内でも5番目に大きい鉄道中心地となった。これらの鉄道によって、穀物の貯蔵地にもなり、幾つかの穀物倉庫が市内のスカイラインの中に点在することになった。市内の他の企業としては、ジャイアント・マニュファクチャリング、リライアンス・バッテリーズ、モナーク、モナ・モーターオイル、ウッドワーズ・キャンディ、キンボール・エレベーターズ、ワールドラジオ、ドォーフィーズ・シリアル、ジョージー・ポージー・シリアル、ブルースター・フーズ、およびフリトレーがあった。1926年、ミズーリ川の西岸にあったカウンシルブラフス市の一部が分離されてアイオワ州カーターレイクとなった。1940年代、ギャングのマイヤー・ランスキーはグレイハウンドのレース場を運営した。
20世紀の後半は経済不況、中心街の再開発、および人口の減少が顕著だった。アイオワ州における賭博の自由化によって、1986年にはブラフス・ラン・グレイハウンド公園が開設された。2005年にはアメリカ合衆国でも19番目に大きな賭博市場となり、売上げは4億3,400万ドル近くなった。アメリスターやハラーズ、さらには2007年ポーカー・ワールドシリーズの開催地となったホースシュー・カジノが有名である。市内にある製造業としては、タイソン・フーズ、コン・アグラ、アメリカン・ゲームズ、オマハ・スタンダード、バートン・ソルベンツ、ケテルマン・ファンドリー、レッドジャイアント・オイル、およびグリフィン・パイプがあり、2007年6月、グーグルが新しいサーバー保管場所としてカウンシルブラフスを選んだことを公表した。現在、高規格道路としては州間高速道路80号線、同29号線、アメリカ国道6号線、レスヒルズ国立景観道路が、また鉄道ではユニオン・パシフィック鉄道、BNSF鉄道、アイオワ州間鉄道、およびカナディアン・ナショナル鉄道がカウンシルブラフスを通っており、市の南部境界近くにはミッドアメリカン・エナジーの大規模石炭炊き発電所がある。

## 文化と呼び物

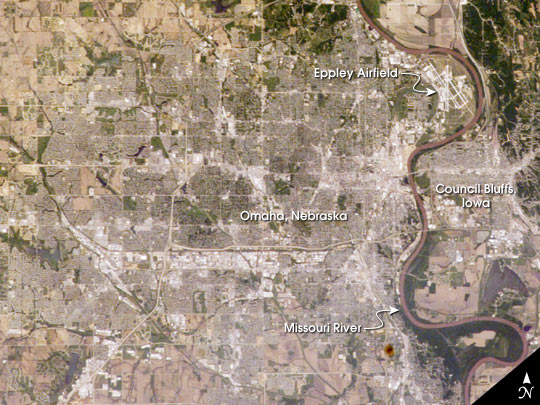
カウンシルブラフスとオマハを映し出す衛星写真

カウンシルブラフスには1885年から1969年まで使われたポタワトミー郡「リスの籠」刑務所があり、環状刑務所群の中で3つ残っている例の1つとなっている。これは国定歴史建造物にも登録され、ジェレミ・ベンサムの円形刑務所に幾らか基づいた、回転板の上にパイの形をした独房がある環状刑務所として建設された。個別の独房に入るためには、受刑者がクランクを回して円筒を回転させ、各階の開口部と独房とを並ばせるようにする必要があった。ポタワトミー郡歴史協会に拠れば、リスの籠刑務所は3階建ての回転式刑務所として建てられた唯一のものだった。回転機構が1960年に故障したが、それでも9年間は郡刑務所として機能し続けた。インディアナ州クロウフォーズビルとミズーリ州ギャラティンにも同じ考え方をしているが規模の小さな刑務所を見ることができる。
カウンシルブラフス市が鉄道産業と強い結びつきがあったことは地元の2つの博物館で記念されている。ユニオン・パシフィック博物館は、パール通りとウィロー・アベニューの角、元カウンシルブラフス自由公共図書館（カーネギー図書館）の中にある。サウスメイン通りと16番アベニュー角にあるレイルズウェスト鉄道博物館は1899年のシカゴ・ロックアイランド・アンド・パシフィック鉄道旅客乗降駅に収められている。レイルズウェストの屋外には郵便車を含め歴史的車両の展示がある。
地元賭博産業の慈善事業部門であるアイオワ・ウェスト基金は、2004年にカウンシルブラフスのためにパブリックアート計画作業に金を出した。この計画作業では大衆芸術のために50以上の可能性ある場所を指定し、2015年にはカウンシルブラフス市が「文化的啓蒙と大衆芸術収集品で知られる繁栄する都心地域」となる目標を強調した。
中心街の再生されたベイリス公園は、ウェルスプリングと名付けられた新しい噴水や彫刻家ブロワー・ハッチャーによって設計されオカルスと呼ばれる芸能館を追加して、2007年初期に再度除幕された。これは大衆芸術マスタープラン策定中に設立された基金であるアイオワ・ウェスト大衆芸術の最初の施設になった。アイオワ・ウェスト基金は続いてアイオワ・ウェスト大衆芸術を大衆芸術ウェブサイトと共に設立した。2008年、ジョナサン・ボロフスキーが制作した高さ50フィート (15 m) の彫刻「モレキュール・マン」がミッドアメリカ・センターに建立された。アルバート・ペイリー制作になる金属の彫刻が州間高速道路80号線に架かる南24番通り近くに置かれるという声明もあった。
黒リスが市のマスコットであり、ミズーリ州ブラックスネークヒルズ、現在のセントジョゼフとカウンシルブラフスの間のミズーリ川沿いで1843年にジョン・ジェームズ・オーデュボンによって初めて報告された。
アメリカン・フットボール・リーグのアイオワ・ブラックホークスは2002年から2008年まで、オマハ・ランサーズの本拠地であるミッドアメリカ・センターで試合をしている。ミッドアメリカ・センター、カジノおよびウェストフェア円形競技場の存在でカウンシルブラフスは成長する娯楽の中心になってきた。
カウンシルブラフスにはシャンティクリア・コミュニティ劇場と、現在カプラン大学の一部であるハミルトン・カレッジがある。

## 地理
カウンシルブラフス市は北緯41度15分13秒 西経95度51分45秒 / 北緯41.25361度 西経95.86250度 (41.253698, -95.862388)に位置する。
アメリカ合衆国国勢調査局に拠れば、市域全面積は39.7平方マイル (102.7 km2)、このうち陸地は37.4平方マイル (96.8 km2)、水面は2.3平方マイル (5.9 km2)で水域率は5.70%である
カウンシルブラフスは、当初レスヒルズのプレーリーとサバンナに、ミズーリ川沿いに広大な湿地と落葉樹林がある、特異な地形をしていた。フェアモント公園のKOIL（ラジオ放送局）ポイント、リンカーン記念碑、キルン公園およびルイス・クラーク記念碑から素晴らしい景観を見ることができる。マナワ湖州立公園は市の南端にある。

## 人口動態
以下は2000年の国勢調査による人口統計データである。
| 基礎データ - 人口: 58,268人 - 世帯数: 22,889世帯 - 家族数: 15,083家族 - 人口密度: 601.9人/km2（1,558.7人/mi2） - 住居数: 24,340軒 - 住居密度: 251.4軒/km2（651.1/mi2） 人種別人口構成 - 白人: 94.76% - アフリカン・アメリカン: 1.05% - ネイティブ・アメリカン: 0.45% - アジア人:0.59% - 太平洋諸島系: 0.03% - その他の人種: 1.81% - 混血: 1.31% - ヒスパニック・ラテン系: 4.45% | 年齢別人口構成 - 18歳未満: 26.0% - 18-24歳: 10.3% - 25-44歳: 29.7% - 45-64歳: 20.8% - 65歳以上: 13.2% - 年齢の中央値: 35歳 - 性比（女性100人あたり男性の人口） - 総人口: 93.7 - 18歳以上: 90.7 世帯と家族（対世帯数） - 18歳未満の子供がいる: 31.6% - 結婚・同居している夫婦: 46.7% - 未婚・離婚・死別女性が世帯主: 14.3% - 非家族世帯: 34.1% - 単身世帯: 27.9% - 65歳以上の老人1人暮らし: 10.6% - 平均構成人数 - 世帯: 2.49人 - 家族: 3.03人 |

### 収入
収入と家計
- 収入の中央値
  - 世帯: 36,221米ドル
  - 家族: 42,715米ドル
  - 性別
    - 男性: 30,828米ドル
    - 女性: 23,476米ドル
- 人口1人あたり収入: 18,143米ドル
- 貧困線以下
  - 対人口: 10.3%
  - 対家族数: 8.2%
  - 18歳以下: 14.0%
  - 65歳以上: 6.9%

### 地区
カウンシルブラフス中心街、歴史的にオールドタウンから西の11番通りにあるシカゴ・アンド・ノーザン鉄道旅客乗降駅まで、ウェストブロードウェイに沿った地域をいう。中心街は1853年にサミュエル・S・ベイリスがパシフィック・ハウス・ホテルをオープンした時から、1867年にシカゴ・アンド・ノーザン鉄道が開通した時まで、経済的にオールドタウンのライバルとして発展した。1899年に12番通りとウェストブロードウェイの角にシカゴ・アンド・ノーザン鉄道旅客乗降駅が開業した。この地域は、1955年のブロードウェイ高架橋の完成、1970年の都市再開発、および1984年のケインズビル・ブールバード・アメリカ国道6号線バイパスの完成後に、市内の主要な小売地区としては衰退した。1959年のカウンシルブラフス郵便局および連邦政府ビルの近くに残っている企業ビルには、1986年の「レッド」ネルソン・ビル、501メイン・ビル、大幅に改装した1909年シティ国定銀行ビル、および1968年第一連邦政府ビルがあった。ブロードウェイ509の1947年ステイト・セイブングス・ビルと、ブロードウェイ西405にある7階建ての1924年ベネット・ビルはどちらも、国定歴史建造物に登録されている。ウェストブロードウェイの100番街区は国定歴史地区であり、ウェストブロードウェイと1番通り角の1892年ブロードウェイ・ユナイテッド・メソジスト教会は著名な地域社会の目印であり続けている。
カウンシルブラフス・オールドタウン、1850年代にフランク・ストリート判事によって、ウェストブロードウェイとグレン・アベニューの間、イーストブロードウェイとフランク通りの間でハーモニー通りから南のピアース通りまでと裁定された。今日この地域は1830年代にインディアン・クリーク沿いにポタワトミー族のビリー・コールドウェル居住地とされた所と、1848年にモルモン教徒によってミラーズホローとして設立されたケインズビルに跨っている。ケインズビルはモルモン教徒の指導者オルソン・ハイド、ジョージ・A・スミス、およびエルザ・T・ベンソンの出身地であり、カリフォルニア・ゴールドラッシュの時代にモルモン・トレイルの主要な出発点として機能した。イーストブロードウェイ300ブロックにある再建されたケインズビル礼拝堂は末日聖徒イエス・キリスト教会による博物館として運営されている。
ウェストエンド、ミズーリ川東岸とオマハ市中心街の氾濫原では地理的に大きな地域であり10番通りとブロードウエイ高架橋の西、9番通りおよびユニオン・パシフィック鉄道乗換駅の北にある。この長く木陰ができたアベニューのある地区はかつてリンカーン・ハイウェイの一部だったウェストブロードウェイ（アメリカ国道6号線）の商業回廊によって分割されており、現在はその多くのファストフード・レストランで著名である。このウェストブロードウェイの延伸部は伝統的に自動車のディーラーがあり、1番アベニューに隣接して穀物倉庫が幾つかある。ウェストブロードウェイはオマハ中心街に向かう州間高速道路480号線の橋で終端となる。アイオワ州道192号線はウェストブロードウェイから州間高速道路29号線まで北16番通りを辿る。この地区の史跡には、1890年代のイリノイ・セントラル鉄道ミズーリ川橋、スタン・バーンセン公園、ゴールデン・スパイク記念碑、ナローズ川公園、ビッグ湖公園、および19世紀後半から20世紀初期の住宅建築の多くの例がある。ウェストエンドは、映画監督アレクサンダー・ペインが映画『市民ルース』や『アバウト・シュミット』の撮影に利用した。
カジノ街、ウェストブロードウェイと州間高速道路480号線の南、南35番通り分岐点までと、州間高速道路80号線の北南24番通りの西の23番アベニュー沿いに、ミズーリ川沿いとその近くにある。1986年にブラフス・ラン・グレイハウンド公園（現在のカウンシルブラフス・ホースシュー）が開園し、1990年代半ばにはアメリスターやハーベイズ・カジノ（現在はハラーズ）によって運営される川舟カジノが続いた。以前は工業地域だったこの地域の新しい開発には、ミッドアメリカン・センター、幾つかのレストランとホテル、IMAXシアターのあるケラソテス劇場、およびアウトドア用品の巨大小売店バス・プロ・ショップスがある。カウンシルブラフスにおける合法化された賭博場の出現は、隣接するオマハ市のハル・ダウブ市長がアク・サー・ベンでの競馬が閉鎖された1995年に、アイオワ州を「三流の州」と宣言した時に大きな問題になった。
ツイン・シティ、州間高速道路29号線が州間高速道路80号線から分かれる所の南、ネブラスカ州サウスオマハの東、インディアン・クリークの西およびサウスオマハ橋道路（アメリカ国道275号線とアイオワ州道92号線）の北に位置する。この地区の大半は1960年代に近くのオマハの工場労働者とオファット空軍基地の従業員のために開発された。州間高速道路80号線の南24番通りにある出口1-Bには、サップ・ブラザースとパイロット・とラベルセンターという2つの大きなトラック・ストップ、幾つかのモーテル、西部歴史の道センター、ブラフス・エーカーズ・プレハブ家屋開発地およびマーケットプレース・ショッピング地域がある。サウスオマハ橋道路沿いのウィローズは、最近までネオンサインを出していた20世紀半ばのロードサイド・モーテル建築の例である。南24番通りのさらに東には、やはり著名なネオンサインがあったバーツ・モーテルがあり、ショーン・ペン監督の1991年の映画『インディアン・ランナー』のロケ場所として使われ、その後解体された。
マナワ、州間高速道路80号線と同29号線が合流した所から南にモスキート・クリークとインディアン・クリークの間の市境界までの部分である。この地域はミズーリ川の以前の水路が1881年の洪水の時に堰きとめられて現在のマナワ湖州立公園となった後、オマハ・カウンシルブラフス路面電車会社によってトロリーパークとして開発された。後にアメリカ国道275号線が敷かれ、州間高速道路80号線が完工したことで、1990年代にさらに成長した。様々なファストフード・レストラン、モーテル、スーパーセンター、TAトラベルセンターのトラック・ストップ、幾つかのカーディーラー店などの企業が州間高速道路80号線と同29号線から南の州立公園の間にある。カウンシルブラフス・ドライブイン・シアターが1948年から2007年までサウスオマハ橋道路沿いにあった。近くのレイク・マナワ・インはロードサイドの丸太小屋造りの初期の例である。2月から3月には、ハクトウワシやアカオノスリがマナワ湖の特に南岸でしばしば見られる。
サウスエンド、北は12番アベニュー、西は南16番通りとユニオン・パシフィック鉄道の乗換駅、南は州間高速道路80号線と同29号線、東はサウス・イクスプレスウェイ（アイオワ州道192号線）で区切られる地域である。この地区は特にシカゴ・ロックアイランド・アンド・パシフィック鉄道、シカゴ・ミルウォーキー・セントポール・アンド・パシフィック鉄道、およびシカゴ・バーリントン・アンド・クィンシー鉄道と共に19世紀後半に発展した。20世紀の初期、この地区の大半は、ユニオン・パシフィック鉄道に近い所に多くのデンマークからの移民と共にクロアチア人やメキシコ人の家族が住んでいたので、「デーンタウン」あるいは「リトル・コペンハーゲン」と呼ばれた。この地区の史跡としてはピーターソン公園と1899年のシカゴ・ロックアイランド・アンド・パシフィック鉄道乗降客駅、現在のレイルウェスト鉄道博物館がある。
オークランド・フェアビュー、1890年代に発展し、オークランド510にはミネソタの花崗岩でできた1893年建築のフィンリー・バーク判事邸宅など19世紀の建築が豊富である。リンカーン記念碑もこの地区にある。ラファイエット・アベニューの西端に位置し、「アメリカ独立戦争の娘達」支部によって1911年に建立され、民間伝承に拠れば、エイブラハム・リンカーンが1859年に大陸横断鉄道が通る場所を決めた地点を記念するとのことである。この記念碑からはミズーリ川流域をオマハまで広く望むことができる。その近くにはラファイエット・アベニューの北側にフェアビュー墓地があり、これは現在の市ができたときにまで遡り、キンズマン記念碑やアメリア・ジェンクス・ブルーマーなど初期開拓所の多くの墓所がある。ラファイエット・アベニューが北2番通りと交差するその東端には、ダニエル・チェスター・フレンチがデザインしたルース・アン・ドッジの記念碑である「ブラック・エンジェル」が立っている。ただし、グレンビル・ドッジの妻ルースはカウンシルブラフス市内の別の場所に葬られている。
ハンティントン・アベニュー、レスヒルズの頂上を曲がりくねり、現在はアパートになっている1925年建築のラジオ局KOILを通る道で、20世紀初期の職人家がある。
歓楽街、18世紀後半に形成された。ピアース通りから東のパーク・アベニューまでに少なくとも10軒、ウェストブロードウェイの南側、公園の東の街区には別に3軒の売春宿があった。R・L・ミラーの『カウンシルブラフス警察署の歴史抜粋』に参照された1890年の新聞記事では、「ピアース通りの不道徳と腐敗の場所」と記され、オグデン・ハウスの上のステラ・ロングの店は「マーケット・アベニューとバイン・アベニューの角にある恐ろしいねぐら」であり、8番通りとウェストブロードウェイの角にはベル・クロバーの娼家があるとされている。

## 教育
カウンシルブラフス市の公共教育は、カウンシルブラフス・コミュニティ教育学区とルイス・セントラル・コミュニティ教育学区の2つの教育学区で行われている。市内の大半はカウンシルブラフス・コミュニティ教育学区の中にあり、小学校14校、中学校2校、高校2校、キャリアセンターおよびオルターナティブ・スクール1校がある。2008年から2009年の学校年では、9,246人の生徒がいる。ルイス・セントラル・コミュニティ教育学区は市の南部を受け持っており、2008年から2009年の学校年では、3,047人の生徒がいる。
私立学校も幾つかあり、コミュニティ・クリスチャン学校、ハートランド・クリスチャン学校、リバティ・クリスチャン学校、セントアルバート・カトリック学校およびトリニティ・ルーテラン・インターパリッシュ学校がある。
州が支援するアイオワ州聾学校は、アイオワ州とネブラスカ州双方を対象にし、公共教育では不利となる聴覚に障害のある21歳以下の若者のために開かれている。
高等教育機関としてはアイオワ・ウェスタン・コミュニティ・カレッジがある。

## 著名な住人と出身者
- スタン・バーンセン: 野球選手
- トマス・ビア: 著作家
- クリスチャン・ベラネク: 作家、プロデューサー
- グラッデン・ビショップ: 末日聖徒イエス・キリスト教会初代管長ジョセフ・スミス・ジュニアが死んだ後にその後継を争った者
- アメリア・ジェンクス・ブルーマー: 19世紀の女性参政権論者
- サム・ブラウン: ベトナム戦争を終わらせるモラトリアム組織者、コロラド州財務官
- ジョナサン・ブローニング: 鉄砲制作者
- ヘイゼル・ジェーン・（シャイブス）・マレンジャー: 映画女優ドナ・リードの母
- マーティン・バーンズ: レスリングのチャンピオン、通販の「ファーマー・バーンズ・レスリング科学学校」創設者
- ウォルター・カッセル: オペラ歌手
- ドン・チャンドラー: アメリカンフットボール選手
- エリザベス・ディーン: 著作家
- リー・ド・フォレスト: 発明家、ラジオの父
- ピエール＝ジャン・ド・スメー: イエズス会宣教師
- グレンビル・ドッジ: アメリカ合衆国下院議員、南北戦争の将軍、大陸横断鉄道建設のときにユニオン・パシフィック鉄道技師長
- ラルフ・ダブルデイ: ロデオのパイオニア
- ジョン・ダービン: 俳優
- フランク・F・エベレスト: アメリカ空軍将軍、冷戦時にヨーロッパの司令官
- アート・ファーマー: ジャズミュージシャン
- ウィリアム・ハリソン・フォルソム: 建築家
- ジョーン・フリーマン: 女優、映画青春カーニバルでエルビス・プレスリーと共演
- マイケル・グロンスタル: アイオワ州上院議員、元少数派・現多数派院内総務
- ハード・ハート: アイオワ族酋長
- ティム・カシャー: 歌手、ソングライター、バンドはカーサイブとグッドライフ、サドル・クリーク・レコードと付き合いがある
- ハリー・ラングドン: サイレント映画のスター
- ベン・レーバー: アメリカンフットボール選手
- ジョン・リーバー: 野球選手
- カルロス・マルティネス: アメリカンフットボール選手
- ジョン・S・マケイン・ジュニア: アメリカ海軍大将、2008年大統領候補ジョン・マケインの父
- ゾーエ・アン・オルソン: ロンドンオリンピック (1948年)の跳び込み競技で銀メダリスト
- ウィリアム・パフ: ジャーナリスト
- アーノルド・ポッター: 末日聖徒イエス・キリスト教会分派の指導者、救世主を主張した
- ネイサン・M・. ピュージー: 教育者、元ハーバード大学学長
- ソーガナシュあるいはビリー・コールドウェル: ポタワトミー族スポークスマン、ウィリアム・コールドウェルの息子
- チャールズ・ロスコー・サベージ: 写真家
- ハンス・シュレーゲル: ドイツ人宇宙飛行士
- アーネスト・シュードサック: 映画監督、1933年の初代キングコングと1949年の猿人ジョー・ヤングを監督
- コリーン・セング: リンカーン (ネブラスカ州)の元市長
- ロン・スタンダー: プロボクサー、1972年にヘビー級タイトルをかけて ジョー・フレージャーと戦った「ブラフス・ブッチャー」
- マージャベル・ヤング・スチュワート: エチケットの専門家
- ワトセカ: ポタワトミー族酋長の姪、ガードン・ソルトンスタール・ハバードおよびノエル・ル・バシュールと結婚した
- デイビッド・ヨスト: 俳優、テレビ番組マイティ・モーフィン・パワーレンジャーに出演
- クリスタイン・ジンマーマン: ミズーリ・カンザスシティ大学の学者で教授
- ロバート・ベン・ローズ - 「トラックストップ・キラー」の通称で知られる連続殺人犯。